# Кардшаринг
Кардшаринг (от англ. card [кард] — «карта» и to share [шэар]— «разделять; поделиться», дословно — «делиться картой») — это метод, благодаря которому несколько независимых ресиверов могут получить доступ к просмотру платных каналов спутникового или кабельного телевидения, используя одну карту доступа.

## Технология
Как правило, смарт-карта установлена в DVB-плату, ресивер (приёмник) или кардридер, которые подключены к Интернету. Это устройство является сервером, к которому подключаются другие ресиверы (приёмники) для дешифровки сигнала со спутника, как если бы у них стояла своя карта доступа. В качестве необходимого технического условия использования кардшаринга, можно отметить необходимость наличия постоянной связи через локальную сеть либо Интернет. Для нормальной работы будет достаточно канала в 64 кбит/сек., но соединение должно быть достаточно стабильное. Идеальными являются технологии доступа FTTx, xDSL, или 3G/4G, так как даже при использовании GPRS в часы пиковой загрузки сети возможны перебои.
Используются разные эмуляторы для кардшаринга.

## Недобросовестное использование
Так как системы условного доступа и кодировки спутникового телевидения постоянно совершенствуются, пропорционально растёт и интерес к кардшарингу. Большинство программного обеспечения и оборудования для кардшаринга используется в Европе, где в пределах одной страны можно принимать сигнал со многих спутников, но нет возможности легально использовать услугу платного телевидения из-за отсутствия лицензий для вещателей из других стран.
Длина дешифрованного ключа во многих случаях не превышает 16 байт, для многих пользователей домашнего интернета не представляет никаких сложностей трансляция его в сеть. Это привело к тому, что стали появляться сетевые группы пользователей, в которую можно вступить, передавая дешифрованный ключ. Члены этой группы могут пользоваться любым расшифрованным ключом других участников группы. Существует также другой тип групп, в которых имеется центральный сервер, с подключенными к нему картами доступа, причём для получения ключа одного оператора может использоваться несколько оригинальных карт. А пользователи платят владельцу сервера деньги, за возможность получать дешифрованный ключ. Стоимость просмотра конечным пользователем значительно снижается и обычно составляет не более $5 за пакет. Самые надёжные сервера кардшаринга не имеют страниц в сети, биллинга и поэтому более защищены, более стабильны.

## «Домашний» кардшаринг
Иногда пользователь, чтобы не платить за одно и то же дважды, использует кардшаринг для просмотра каналов на нескольких телевизорах в одном доме. С одной стороны, это является нарушением правил вещателя, а с другой, не является нарушением закона, так как одна карта используется только данным пользователем в одном доме.

## Меры противодействия
Кардшаринг причиняет много проблем операторам DTH, а также компаниям-разработчикам систем условного доступа. В отличие от взлома, кардшаринг является относительно новым явлением, которое стало возможно благодаря улучшению качества и скорости интернета у домашних пользователей. Производители систем условного доступа имеют лишь несколько возможностей бороться с этим. Один из таких способов — это частая смена контрольного ключа, используемого для дешифрования сигнала (раз в пять секунд). Это добавляет немало проблем с просмотром каналов у обычных легальных пользователей.

## Перспективы развития
Будущее кардшаринга неизвестно, потому что неясно, насколько широко использование этого способа на данный момент. Стоит понимать, что дополнительная безопасность, в конечном счёте, может не окупить затрат. Например, новые карты Irdeto 2 были произведены таким образом, что кардшаринг казался невозможным, но затем был найден способ обойти это ограничение.